# Nana Caymmi
Nana Caymmi wł. Dinahir Tostes Caymmi (ur. 29 kwietnia 1941 w Rio de Janeiro, zm. 1 maja 2025 tamże) – brazylijska piosenkarka gatunku bossa novy.

## Biografia
Caymmi urodziła się w Rio de Janeiro, jako córka Dorivala Caymmi i Stelli Maris. Jej pierwszy występ na płycie miał miejsce na albumie jej ojca Acalanto. Wyszła za mąż za wenezuelskiego lekarza Gilberto Aponte Paoli i przeprowadziła się tam w 1959 roku. Ona i jej mąż rozwiedli się w 1966 roku, w którym to czasie wróciła do Rio. W tym czasie zaangażowała się w ruch Tropicalia; nawiązała romans z Gilberto Gilem, którego poślubiła w 1967 roku i rozwiodła się rok później. W 1966 roku zaśpiewała „Saveiros” na pierwszym Festival Internacional da Canção w Rio i zdobyła pierwsze miejsce w krajowej fazie konkursu, pomimo buczenia publiczności, która preferowała wykonanie „Minha Senhora” przez Gal Costę.
Caymmi stała się postacią kontrowersyjną, nie czującą się dobrze na scenie Tropicalia ani w ruchu pieśni protestacyjnych. Odnosząc jedynie marginalny sukces, znalazła pracę śpiewając w portugalskojęzycznych klubach nocnych poza Brazylią w Ameryce Południowej. W latach 80. nagrała kilka albumów dla EMI i pojawiła się w filmie dokumentalnym z 1983 roku Bahia de Todos os Sambas. W latach 90. odniosła większy sukces w głównym nurcie dzięki albumowi Bolero, który był jej pierwszym z kilku złotych albumów. W latach 1995 i 1998 została nazwana Najlepszą Śpiewaczką Roku przez APCA. W 2010 roku francuski reżyser Georges Gachot nakręcił film dokumentalny Rio Sonata o Caymmi.
Jej album z 2013 roku, Caymmi, nagrany z braćmi Dorim Caymmi i Danilo Caymmi, został nominowany do nagrody Latin Grammy 2014 w kategorii Najlepszy Album MPB. W 2019 roku otrzymała kolejną nominację w tej samej kategorii, tym razem za album Nana Caymmi Canta Tito Madi. W 2021 roku otrzymała kolejną nominację, tym razem w kategorii Album Roku, za album Nana, Tom, Vinícius.

## Śmierć
Nana Caymmi zmarła 1 maja 2025 roku w wieku 84 lat w Rio de Janeiro, przyczyną śmierci była niewydolność wielonarządowa.